# 映像作品集13巻 〜Tour 2016-2017「20th Anniversary Live」 at 日本武道館〜
『映像作品集13巻 〜Tour 2016-2017「20th Anniversary Live」 at 日本武道館〜』はASIAN KUNG-FU GENERATIONが2017年11月29日にリリースした映像作品である。

## 概要
2016年のバンド結成20周年を記念して2016年12月17日から2017年1月14日にかけて行われたアリーナツアー「ASIAN KUNG-FU GENERATION Tour 2016-2017 「20th Anniversary Live」」より、セミファイナルである2017年1月11日の日本武道館公演を全編映像化。
当初は9月27日リリースでアナウンスされていたが、制作上の都合で11月29日に延期。
初回限定盤には『ソルファ』収録曲のライブ音源と「夕暮れの紅」のセルフカバーを収録したCDが付属。これらの音源は配信が行われていない。
4人のみでの演奏、サポートキーボードの下村亮介を交えた5人での演奏、『ソルファ』完全再現、NAOTOストリングスとの共演、後藤の弾き語り、喜多のボーカルなど様々な試みが行われた。
映像化はされていないが、日替わり楽曲として「暗号のワルツ」「ブラックアウト」に代わって「アフターダーク」「夜のコール」が演奏された日もある。

## 収録内容

### Blu-ray・DVD
1. 遥か彼方
2. センスレス
冒頭2曲は幕がかかった状態で演奏され、「センスレス」では文字の映像が投影された。
3. アンダースタンド
イントロ終わりで客電がつき、幕が外される。「アンダースタンド」まで4人での演奏。
4. 暗号のワルツ
この曲より下村亮介が演奏に参加。
5. ブラックアウト
6. 君という花
7. 粉雪
2009年以来約7年ぶりの演奏。
8. マーチングバンド
9. 踵で愛を打ち鳴らせ
10. 今を生きて
11. E
MCで当時のスタジオの部屋番号がタイトルになっている、と語られた。
『君繋ファイブエム』完全再現を行った2011年の「COUNTDOWN JAPAN 11/12」以来の披露だが、ツアー単位では2004年のツアー「five nano seconds」以来約12年ぶりの披露となる。
12. Standard / スタンダード
13. ブラッドサーキュレーター
14. 月光
2013年の「NANO-MUGEN CIRCUIT」以来約3年半ぶりの演奏。
演奏終了後一度メンバーが退場し、スクリーンには現在から過去までのアーティスト写真が順番に映し出される。『ソルファ』のアーティスト写真になったときに、『ソルファ (2016)』のアーティスト写真が重なる。
15. 振動覚
『ソルファ』のジャケットがプリントされた衣装でメンバー4人が再登場。ここから『ソルファ (2016)』の曲順通りに演奏される。
16. リライト
17. ループ & ループ
スクリーンには歴代のアーティスト写真が映し出される。
18. 君の街まで
19. マイワールド
2005年のツアー「Re:Re:」以来約11年ぶりの演奏。
20. 夜の向こう
2009年のツアー「ワールド ワールド ワールド」以来約7年ぶりの演奏。
21. ラストシーン
2010年から2011年にかけてのツアー「VIBRATION OF THE MUSIC」以来約5年ぶりの演奏。
22. サイレン
23. Re:Re:
24. 24時
2008年のツアー「ワールド ワールド ワールド」以来約8年ぶりの演奏。
25. 真夜中と真昼の夢
2009年のツアー「ワールド ワールド ワールド」以来約7年ぶりの演奏。
26. 海岸通り
本編最後の楽曲。NAOTOストリングスが演奏に加わる。
27. ソラニン
ここからアンコール。後藤の弾き語り。
28. Wonder Future / ワンダーフューチャー
後藤の弾き語り。
29. タイムトラベラー
喜多、山田、伊地知、下村の4人で演奏し(後藤は不参加)、喜多がボーカルを担当。
30. 八景
同じく後藤以外のメンバーで演奏し、喜多がボーカルを担当。
31. さよならロストジェネレイション
後藤が加わり、さらにNAOTOストリングスも再登場。スクリーンにはリリックビデオが出る。
32. 新世紀のラブソング
アンコールラスト。

### CD
※2022年9月時点ではストリーミング未解禁である。
1. 振動覚 (2017.1.14 at 福岡国際センター)
2. リライト (2016.12.22 at 神戸ワールド記念ホール DAY1)
3. ループ & ループ (2016.12.23 at 神戸ワールド記念ホール DAY2)
4. 君の街まで (2017.1.11 at 日本武道館 DAY2)
5. マイワールド (2017.1.10 at 日本武道館 DAY1)
6. 夜の向こう (2016.12.23 at 神戸ワールド記念ホール DAY2)
7. ラストシーン (2016.12.22 at 神戸ワールド記念ホール DAY1)
8. サイレン (2017.1.14 at 福岡国際センター)
9. Re:Re: (2016.12.17 at 幕張メッセ・イベントホール)
10. 24時 (2016.12.27 at 名古屋 日本ガイシホール)
11. 真夜中と真昼の夢 (2016.12.27 at 名古屋 日本ガイシホール)
12. 海岸通り (2016.12.22 at 神戸ワールド記念ホール DAY1)
Bonus Track
13. 夕暮れの紅 (Studio Recodring)

## セットリスト
| 日程 | 12月17日                             | 12月22日                             | 12月23日                             | 12月27日                             | 1月10日                              | 1月11日                              | 1月14日                              |
| 会場 | 幕張メッセ イベントホール            | 神戸ワールド記念ホール (1日目)       | 神戸ワールド記念ホール (2日目)       | 日本ガイシホール                     | 日本武道館 (1日目)                   | 日本武道館 (2日目)                   | 福岡国際センター                     |
| ---- | ------------------------------------ | ------------------------------------ | ------------------------------------ | ------------------------------------ | ------------------------------------ | ------------------------------------ | ------------------------------------ |
| 1    | 遥か彼方                             | 遥か彼方                             | 遥か彼方                             | 遥か彼方                             | 遥か彼方                             | 遥か彼方                             | 遥か彼方                             |
| 2    | センスレス                           | センスレス                           | センスレス                           | センスレス                           | センスレス                           | センスレス                           | センスレス                           |
| 3    | アンダースタンド                     | アンダースタンド                     | アンダースタンド                     | アンダースタンド                     | アンダースタンド                     | アンダースタンド                     | アンダースタンド                     |
| 4    | 暗号のワルツ                         | アフターダーク                       | 暗号のワルツ                         | アフターダーク                       | アフターダーク                       | 暗号のワルツ                         | 暗号のワルツ                         |
| 5    | ブラックアウト                       | 夜のコール                           | ブラックアウト                       | 夜のコール                           | 夜のコール                           | ブラックアウト                       | ブラックアウト                       |
| 6    | 君という花                           | 粉雪                                 | 君という花                           | 粉雪                                 | 粉雪                                 | 君という花                           | 君という花                           |
| 7    | 粉雪                                 | マーチングバンド                     | 粉雪                                 | マーチングバンド                     | マーチングバンド                     | 粉雪                                 | 粉雪                                 |
| 8    | マーチングバンド                     | 踵で愛を打ち鳴らせ                   | マーチングバンド                     | 踵で愛を打ち鳴らせ                   | 踵で愛を打ち鳴らせ                   | マーチングバンド                     | マーチングバンド                     |
| 9    | 踵で愛を打ち鳴らせ                   | 今を生きて                           | 踵で愛を打ち鳴らせ                   | 今を生きて                           | 今を生きて                           | 踵で愛を打ち鳴らせ                   | 踵で愛を打ち鳴らせ                   |
| 10   | 今を生きて                           | 君という花                           | 今を生きて                           | 君という花                           | 君という花                           | 今を生きて                           | 今を生きて                           |
| 11   | E                                    | E                                    | E                                    | E                                    | E                                    | E                                    | E                                    |
| 12   | Standard / スタンダード              | Standard / スタンダード              | Standard / スタンダード              | Standard / スタンダード              | Standard / スタンダード              | Standard / スタンダード              | Standard / スタンダード              |
| 13   | ブラッドサーキュレーター             | ブラッドサーキュレーター             | ブラッドサーキュレーター             | ブラッドサーキュレーター             | ブラッドサーキュレーター             | ブラッドサーキュレーター             | ブラッドサーキュレーター             |
| 14   | 月光                                 | 月光                                 | 月光                                 | 月光                                 | 月光                                 | 月光                                 | 月光                                 |
| 15   | 振動覚                               | 振動覚                               | 振動覚                               | 振動覚                               | 振動覚                               | 振動覚                               | 振動覚                               |
| 16   | リライト                             | リライト                             | リライト                             | リライト                             | リライト                             | リライト                             | リライト                             |
| 17   | ループ & ループ                      | ループ & ループ                      | ループ & ループ                      | ループ & ループ                      | ループ & ループ                      | ループ & ループ                      | ループ & ループ                      |
| 18   | 君の街まで                           | 君の街まで                           | 君の街まで                           | 君の街まで                           | 君の街まで                           | 君の街まで                           | 君の街まで                           |
| 19   | マイワールド                         | マイワールド                         | マイワールド                         | マイワールド                         | マイワールド                         | マイワールド                         | マイワールド                         |
| 20   | 夜の向こう                           | 夜の向こう                           | 夜の向こう                           | 夜の向こう                           | 夜の向こう                           | 夜の向こう                           | 夜の向こう                           |
| 21   | ラストシーン                         | ラストシーン                         | ラストシーン                         | ラストシーン                         | ラストシーン                         | ラストシーン                         | ラストシーン                         |
| 22   | サイレン                             | サイレン                             | サイレン                             | サイレン                             | サイレン                             | サイレン                             | サイレン                             |
| 23   | Re:Re:                               | Re:Re:                               | Re:Re:                               | Re:Re:                               | Re:Re:                               | Re:Re:                               | Re:Re:                               |
| 24   | 24時                                 | 24時                                 | 24時                                 | 24時                                 | 24時                                 | 24時                                 | 24時                                 |
| 25   | 真夜中と真昼の夢                     | 真夜中と真昼の夢                     | 真夜中と真昼の夢                     | 真夜中と真昼の夢                     | 真夜中と真昼の夢                     | 真夜中と真昼の夢                     | 真夜中と真昼の夢                     |
| 26   | 海岸通り                             | 海岸通り                             | 海岸通り                             | 海岸通り                             | 海岸通り                             | 海岸通り                             | 海岸通り                             |
| 27   | ソラニン                             | 転がる岩、君に朝が降る               | 迷子犬と雨のビート                   | 夜を越えて                           | 転がる岩、君に朝が降る               | ソラニン                             | 転がる岩、君に朝が降る               |
| 28   | Wonder Future / ワンダーフューチャー | Wonder Future / ワンダーフューチャー | Wonder Future / ワンダーフューチャー | Wonder Future / ワンダーフューチャー | Wonder Future / ワンダーフューチャー | Wonder Future / ワンダーフューチャー | Wonder Future / ワンダーフューチャー |
| 29   | タイムトラベラー                     | タイムトラベラー                     | 嘘とワンダーランド                   | タイムトラベラー                     | タイムトラベラー                     | タイムトラベラー                     | タイムトラベラー                     |
| 30   | 八景                                 | 嘘とワンダーランド                   | 八景                                 | 八景                                 | 嘘とワンダーランド                   | 八景                                 | 八景                                 |
| 31   | さよならロストジェネレイション       | さよならロストジェネレイション       | さよならロストジェネレイション       | さよならロストジェネレイション       | さよならロストジェネレイション       | さよならロストジェネレイション       | さよならロストジェネレイション       |
| 32   | 新世紀のラブソング                   | 新世紀のラブソング                   | 新世紀のラブソング                   | 新世紀のラブソング                   | 新世紀のラブソング                   | 新世紀のラブソング                   | 新世紀のラブソング                   |